# Tan Joe Hok
Tan Joe Hok (Hendra Kartanegara, en chino, 陳有福; pinyin, Chén Youfu: 陳有福; pinyin: Chén Youfu) (Bandung, 11 de agosto de 1937-Yakarta, 2 de junio de 2025) fue un jugador del bádminton indonesio, quién junto con Ferry Sonneville y E. Yusuf, además de los jugadores doblistas Tan King Gwan y Njoo Kiem Bie, pusieron las bases para fundar una dinastía de badmintonistas en Indonesia y destronar a la selección de Malasia de la Thomas Cup en 1958.

## Biografía
Tan Joe Hok vivió en Bandung hasta que acabó la educación media; después se marchó a los Estados Unidos, para estudiar un "Bachelor in Science" en Química y Biología en la Baylor Universidad, en Texas.
En 1959, Tan Joe Hok fue el primer jugador indonesio en ganar el All England Open y, en 1962, fue el primero en ganar una medalla de oro en los Juegos Asiáticos. En 1959 y 1960, Tan Joe Hok ganó el US Open y el Campeonato Nacional Abierto Canadá en la categoría de singles.
Tan Joe Hok obtuvo otros varios títulos y logros en el bádminton - como jugador y como entrenador - pero, sin duda, sus mayores logros fueron el haber sido parte de los equipos indonesios que ganaron la Thomas Cup en 1958, 1961 y 1964.

### Vida personal
Se casó con la también badmintonista Goei Kiok Nio en 1965 y tienen dos hijos. Y, a pesar de tener problemas para demostrar la ciudadanía completa en Indonesia, debido a su origen étnico y por carecer de una SBKRI, Tan Joe Hok y su familia se negaron a vivir fuera de su país.

## Logros deportivos (Bádminton)
- Campeonato Nacional en Surabaya (1956)
- Miembro del equipo de Indonesia que ganó la Thomas Cup en Singapur (1958)
- Ganador del All England (1959)
- Medalla de oro en singles de los Juegos Asiáticos (1962)
- Miembro del equipo de Indonesia que ganó la Thomas Cup (1964)
- Miembro del equipo de Indonesia que ganó la Thomas Cup (1967)
- Entrenador de la selección de bádminton de México (1969–1970)
- Entrenador de la selección de bádminton de Hong Kong (1971)
- Entrenador del equipo de Indonesia para la Thomas Cup en Kuala Lumpur (1984)
- Entrenador de bádminton en PB Djarum Kudus
- Nominado como el mejor entrenador de deportes por SIWO/PWI Jaya versión (1984)